# ミズノイズ
『ミズノイズ』は、プリングミンの1枚目のインディーズミニアルバムである。2006年2月8日発売。

## 収録曲
全作詞/作曲/編曲：プリングミン
1. みずいろ
2. the flow at the time is quick
3. リトルカブ
4. 三日月
5. 模様
6. yellowong 6
7. 再生